# Carl Frederik Tietgen

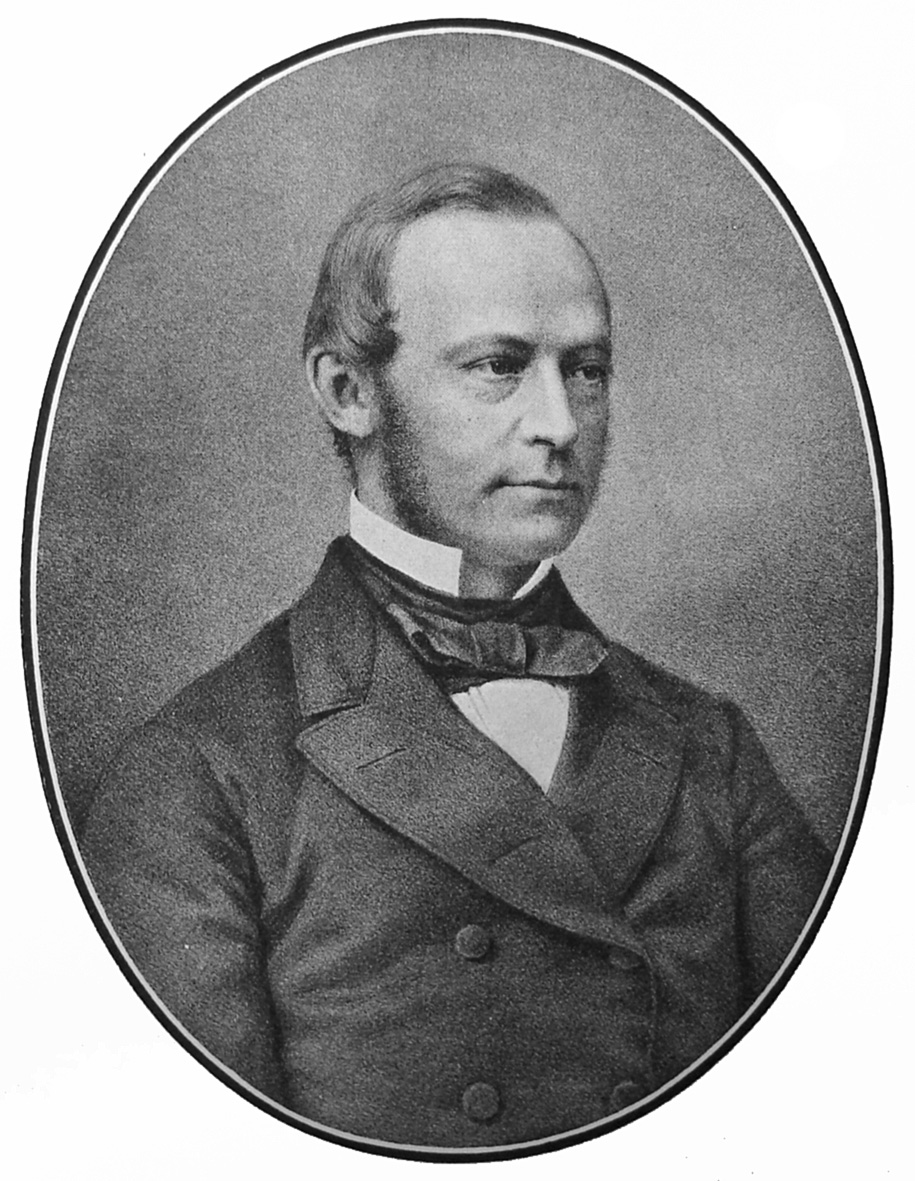
Carl Frederik Tietgen

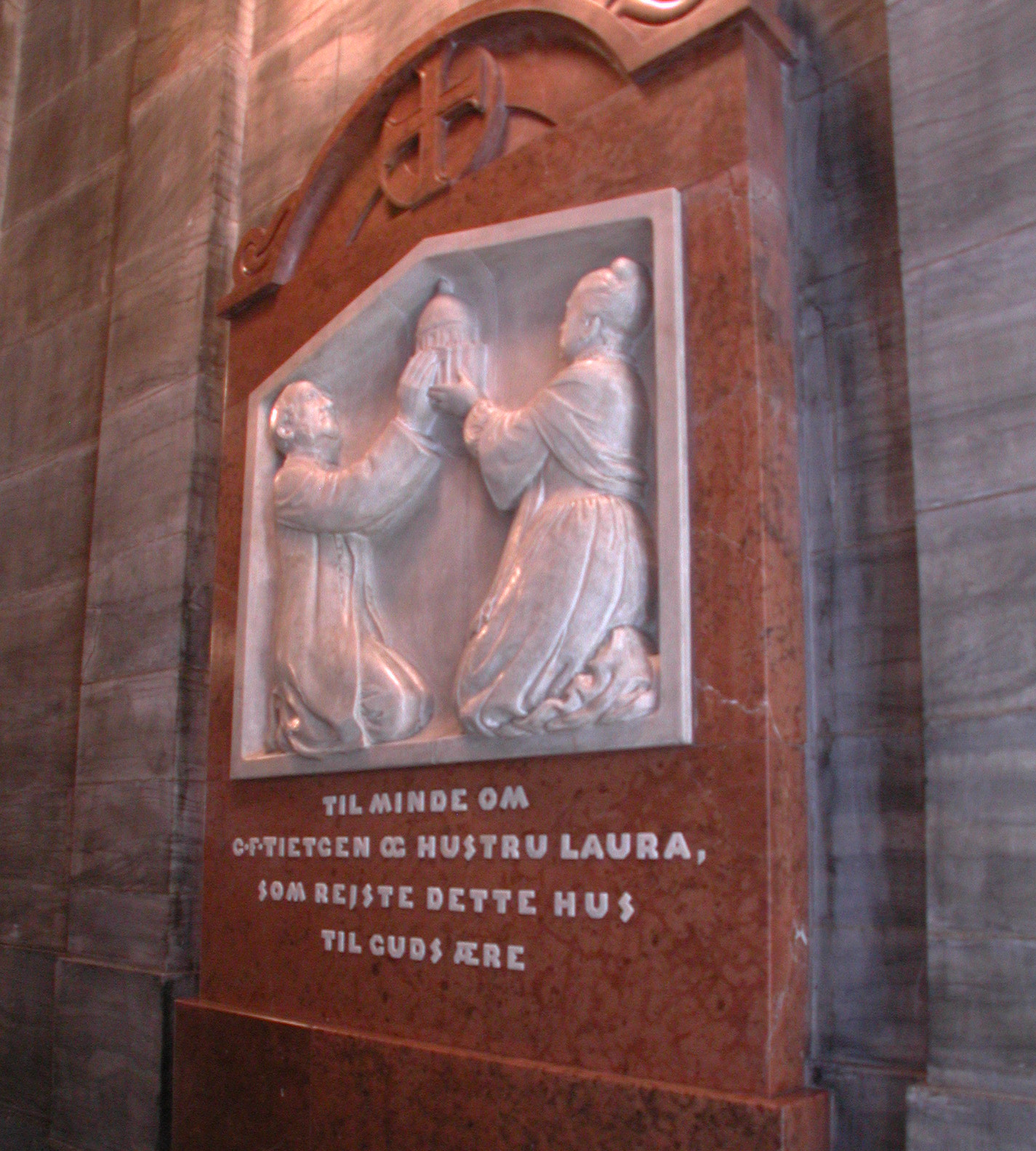
Gedenktafel für C. F. Tietgen und seine Frau Laura in der Kopenhagener Frederikskirche

Carl Frederik Tietgen (* 19. März 1829 in Odense; † 19. Oktober 1901 in Kopenhagen) war ein dänischer Bankier und Industrieller, der als Geheimrat dem dänischen König als Berater nahestand.
Durch die Gründung einer Privatbank konnte er sich an der Gründung vieler Unternehmen beteiligen. Unter diesen Unternehmen befinden sich sowohl Mischkonzerne als auch spezialisierte Unternehmen in den Bereichen Transport und Logistik, Lebensmittelproduktion und Telekommunikation, die heute noch existieren.
Tietgen war eine der Schlüsselfiguren der industriellen Revolution in Dänemark.
Er finanzierte die Vollendung der Frederikskirche in Kopenhagen, in der eine marmorne Gedenktafel an ihn und seine Frau erinnert.

## Unternehmungsgründungen
Unter anderem hat Tietgen die folgenden Unternehmen mitgegründet:
- DFDS Reederei (1866)
- Det Store Nordiske Telegraf-Selskab (heute GN Store Nord A/S) (1868)
- Danisco Biotechnologiekonzern (1872)
- Burmeister & Wain Schiffswerft (1872)
- Tuborg Brauerei (1873)
- Thingvalla-Linie (1879)
- De Danske Spritfabrikker A/S (1881)
- TDC A/S Telekommunikationsanbieter (1881)